# Saint Lucia a 2012. évi nyári olimpiai játékokon
Saint Lucia a nagy-britanniai Londonban megrendezett 2012. évi nyári olimpiai játékok egyik részt vevő nemzete volt. Az országot az olimpián 3 sportágban 4 sportoló képviselte, akik érmet nem szereztek.

## Atlétika
Férfi
| Versenyző      | Versenyszám | Selejtező  | Selejtező  | Döntő      | Döntő      |            |
| Versenyző      | Versenyszám | Eredmény   | Helyezés   | Eredmény   | Helyezés   |            |
| -------------- | ----------- | ---------- | ---------- | ---------- | ---------- | ---------- |
| Darvin Edwards | Magasugrás  | nem indult | nem indult | nem indult | nem indult | nem indult |

Női
| Versenyző      | Versenyszám | Selejtező | Selejtező | Döntő    | Döntő    |
| Versenyző      | Versenyszám | Eredmény  | Helyezés  | Eredmény | Helyezés |
| -------------- | ----------- | --------- | --------- | -------- | -------- |
| Lavern Spencer | Magasugrás  | 1,90 cm   | 19.       | kiesett  | kiesett  |

## Úszás
Női
| Versenyző         | Versenyszám | Előfutam | Előfutam | Előfutam | Elődöntő | Elődöntő | Elődöntő | Döntő   | Döntő    |
| Versenyző         | Versenyszám | Idő      | Hely.    | Össz.    | Idő      | Hely.    | Össz.    | Idő     | Helyezés |
| ----------------- | ----------- | -------- | -------- | -------- | -------- | -------- | -------- | ------- | -------- |
| Danielle Beaubrun | 100 m mell  | 1:11,12  | 6.       | 36.      | kiesett  | kiesett  | kiesett  | kiesett | kiesett  |

## Vitorlázás
Női
| Versenyző  | Versenyszám  | Futam | Futam | Futam | Futam | Futam | Futam | Futam | Futam | Futam | Futam | Futam   | Pontszám | Helyezés |
| Versenyző  | Versenyszám  | 1     | 2     | 3     | 4     | 5     | 6     | 7     | 8     | 9     | 10    | É       | Pontszám | Helyezés |
| ---------- | ------------ | ----- | ----- | ----- | ----- | ----- | ----- | ----- | ----- | ----- | ----- | ------- | -------- | -------- |
| Beth Lygoe | Laser radial | 38    | 37    | 28    | 38    | (39)  | 29    | 37    | 37    | 26    | 23    | kiesett | 293      | 37.      |